# Speocyclops cantabricus
Speocyclops cantabricus – gatunek widłonoga z rodziny Cyclopidae. Nazwa naukowa tego gatunku skorupiaków została opublikowana w 1976 roku przez francuską zoolog Françoise Lescher-Moutoué.